# Camins dels Camps
Els Camins dels Camps és un seguit de camins al voltant d'un de principal del terme municipal de Conca de Dalt, en territori del poble de Toralla, a l'antic terme de Toralla i Serradell, al Pallars Jussà.
Arrenca de la Carretera de Toralla, a ponent del Cap de Terme, prop de la Font Vella, des d'on surt cap al sud-oest per arribar en uns 500 metres a les Vinyes, on es bifurca en tot de camins per anar a les partides properes: la mateixa de les Vinyes, la de Rengueret, totes dues al nord-oest del Clot de Mateu, en els costers de l'esquerra del barranc de Mascarell. També travessa la llau de la Vinya i mena als camps d'aquell sector: partides de la Pera, l'Estrada, lo Planell, Esplanellars, etcètera.